# Galaktozildiacilglicerol a-2,3-sijaliltransferaza
Galaktozildiacilglicerol a-2,3-sijaliltransferaza (EC 2.4.99.5, Galactosyldiacylglycerol alpha-2,3-sialyltransferase) je enzim sa sistematskim imenom CMP-N-acetil-beta-neuraminat:1,2-diacil-3-beta--galaktozil-sn-glicerol N-acetilneuraminiltransferaza. Ovaj enzim katalizuje sledeću hemijsku reakciju
CMP--acetil-beta-neuraminat + 1,2-diacil-3-beta--galaktozil--glicerol {\displaystyle \rightleftharpoons } CMP + 1,2-diacil-3-[3-(N-acetil-alfa-D-neuraminil)-beta-D-galaktozil]--glicerol
Beta-D-galaktozilni ostatak oligosaharida glikoproteina takođe može da deluje kao akceptor.

## Literatura
- Nicholas C. Price; Lewis Stevens (1999). Fundamentals of Enzymology: The Cell and Molecular Biology of Catalytic Proteins (Third изд.). USA: Oxford University Press. ISBN 019850229X.
- Eric J. Toone (2006). Advances in Enzymology and Related Areas of Molecular Biology, Protein Evolution (Volume 75 изд.). Wiley-Interscience. ISBN 0471205036.
- Branden C; Tooze J. Introduction to Protein Structure. New York, NY: Garland Publishing. ISBN 0-8153-2305-0.
- Irwin H. Segel. Enzyme Kinetics: Behavior and Analysis of Rapid Equilibrium and Steady-State Enzyme Systems (Book 44 изд.). Wiley Classics Library. ISBN 0471303097.
- William P. Jencks (1987). Catalysis in Chemistry and Enzymology. Dover Publications. ISBN 0486654605.

## Spoljašnje veze
- Galactosyldiacylglycerol+alpha-2,3-sialyltransferase на 